# Kan’ami
Kan’ami (jap. 観阿弥, 觀阿彌, voller Name: Kan’ami Kiyotsugu (観阿弥 清次); * 1333 in der Provinz Iga als Yūzaki Kiyotsugu (結崎 清次); † 8. Juni 1384 in der Provinz Suruga), auch: Miyomaru, Kanze Kiyotsugu (観世 清次), war ein japanischer Nō-Schauspieler, Autor von Stücken und Musiker in der Muromachi-Zeit.
Kan’ami's Karriere begann in Obata, als er eine Sarugaku-Theatertruppe gründete. Sarugaku war eine damals beliebte Theaterform, die Tricks, Akrobatik und Slapsticks einbezog. Die Gruppe zog nach Yamato und bildete die Yuzaki-Theater-Kompanie, die später zu der Schule des Nō-Theaters werden sollte. Er gewann an Beliebtheit und begann Gastspiele in Kyōto zu geben. Bei einer dieser Gelegenheiten im Jahre 1374 befand sich der Shogun Ashikaga Yoshimitsu unter den Zuschauern und war so beeindruckt, dass er sein Förderer wurde.
Kan’ami war der erste Autor, der den Kusemai-Gesangs- und Tanzstil und Dengaku-Tänze (von bäuerlichen Erntefesten abgeleitet) in Nō-Stücke einbezog. Er bildete seinen Sohn, Zeami Motokiyo, in seinem Stil aus. Dieser folgte ihm als Leiter der Kanze-Schule des Nō.

## Wichtige Werke
- Komachi
- Jinen koji
- Shiino shōshō
- Matzukaze
- Eguchi